# Abagrotis variata
Abagrotis variata là một loài bướm đêm thuộc họ Noctuidae. Nó được tìm thấy ở British Columbia tới California, phía đông đến New Mexico và Alberta.
Sải cánh dài khoảng 36–42 mm. Con trưởng thành bay từ tháng 8 đến tháng 9, nhưng có thể sớm hơn vào tháng 6 tùy theo địa điểm.
Ấu trùng ăn thực vật có hoa và cây thân thảo, như liễu.